# Avalon (Metro de Los Ángeles)
Avalon es una estación en la línea Verde del Tren Ligero de Los Ángeles y es administrada por la Autoridad de Transporte Metropolitano del Condado de Los Ángeles. La estación se encuentra localizada entre Century Freeway y Avalon Boulevard en la comunidad de South Los Angeles en Los Ángeles, California.

## Conexiones de autobuses
- Metro Local: 48, 51, 52, 53, 352
- LADOT DASH: Watts
- Los Angeles County Department of Public Works: Hahn's Trolley